# Résonance (physique des particules)
Pour les articles homonymes, voir Résonance (homonymie).

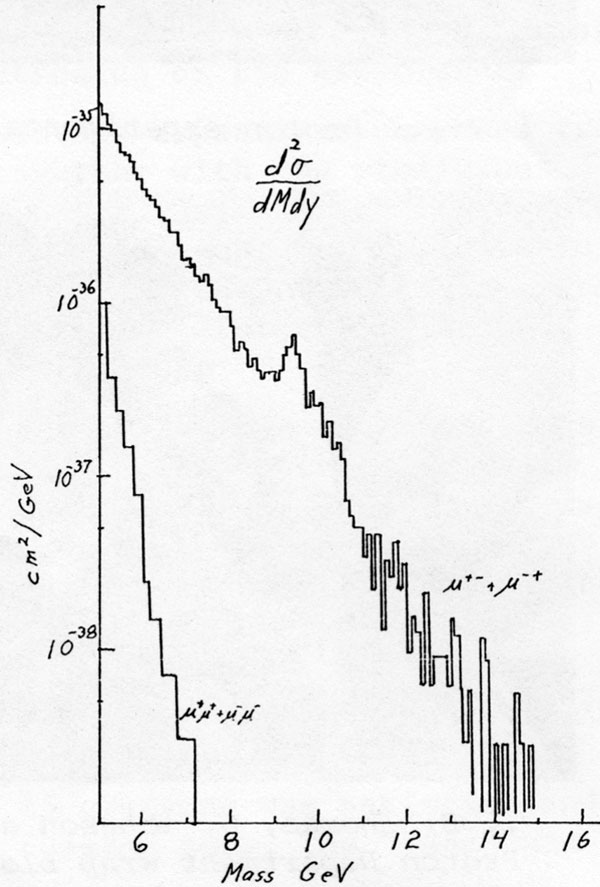
La résonance ϒ(1S), observée par la collaboration E288, dirigée par Leon Lederman, au Fermilab en 1977. La résonance est située à 9.5 GeV, ce qui correspond à la masse du ϒ(1S).

En physique des particules, une résonance correspond à un pic situé autour d'une certaine énergie trouvée dans les sections efficaces différentielles des expériences de diffusion. Ces pics sont associés à des particules subatomiques (telles que les nucléons, les baryons delta, les mésons upsilon, les tauons, …) ainsi qu’à leurs niveaux excités. La largeur de la résonance (Γ) est reliée au temps de vie (τ) de la particule (ou de son état excité) par la relation
{\displaystyle \Gamma ={\frac {\hbar }{\tau }}}
où ℏ est la constante de Planck réduite.